# Gemmabryum acuminatum
Gemmabryum acuminatum là một loài Rêu trong họ Bryaceae. Loài này được (Harv.) J.R. Spence & H.P. Ramsay mô tả khoa học đầu tiên năm 2005.